# Matts Håkansson (Vinstorpaätten)
Matts Håkansson nämns som riksråd och riksmarsk 1310. Son till marsken Håkan Mattsson den äldre.
Matts Håkanssons son Håkan Mattsson den yngre till Vinstorpa var riksråd och marsk 1330-1335. Han dog 1337.